# Oro (Estonia)
Oro – wieś w Estonii, w prowincji Põlva, w gminie Orava.